# Імпактит
Імпактит (від англ. impact — удар, зіткнення) — змінена в результаті удару й вибуху метеорита гірська порода. Складається зі скла та уламків інших порід і мінералів.

## Земні породи
Імпактити пов'язані з метеоритними кратерами — як із видимими в рельєфі, так і з еродованими або похованими в товщі земних порід астроблемами.
На Землі налічується близько 200 структур імпактного походження. Хімічний склад імпактного розплаву відповідає складу порід мішені, зміненому селективним випаровуванням компонентів (лугів, SiO2 та ін.) і контамінацією (забрудненням) метеоритною речовиною.
У складі імпактитів наявні також мінерали, що утворюються в умовах високих температур та тиску (лонсдейліт, стишовіт, маскелініт та ін.)
Різновидами імпактитів є зювіти й тагаміти.

## Імпактити в Сонячній системі
Mars Reconnaissance Orbiter виявив поклади скла всередині кратерів, утворених на поверхні Марса в результаті зіткнень з космічними об'єктами